# Juan Manuel Santos
Juan Manuel Santos Calderón (Bogotá, Kolumbia 1951. augusztus 10. –) kolumbiai politikus, Kolumbia 32. elnöke. 2016-ban a békekötésre irányuló törekvéseiért Nobel-békedíjat kapott.

## Élete

### Család
Santos befolyásos politikusi családba született. Nagynagybátyja, Eduardo Santos 1938-tól 1942-ig volt Kolumbia miniszterelnöke, valamint az El Tiempo hírlap tulajdonjogát is ő tartotta a kezében. Santos édesapja, Enrique Santos több mint 50 évig gondozta kiadásában a lapot. Unokatestvére, Francisco Santos alelnök volt az előző elnök, Álvaro Uribe miniszterelnöksége alatt.

### Gyermekkor
Bogotában nőtt fel, ahol a Colegio San Carlosba járt. Tengerészgyalogosként végzett a cartagenai tengerészeti főiskolán. Tanulmányait a Kansasi Egyetemen folytatta, ahol gazdasági tudományokat hallgatott. A London School of Economicson közgazdasági mesterdiplomát szerzett, továbbá a Harvard Kennedy Schoolon üzleti gazdaságtanból és publicisztikából, majd a Fletcher School of Law and Diplomacyn (Tufts University) jogból és diplomáciából végezte el a mesterképzést.

### Pályafutása
Santos volt Londonban, a Nemzetközi Kávészervezet kolumbiai küldöttségének ügyvivője tíz éven át. Az El Tiempót is ő menedzselte, saját rovata is volt. A César Gaviria-kormány idején 1991-ben külkereskedelmi miniszter volt. 1992-től négy éven át elnöke volt az UNCTAD-nak (Világkereskedelmi és fejlesztési konferencia). 1999-ben kinevezték az ECLAC (Latin-Amerika és a Karibok gazdasági kommissziója) elnökének. 2000-ben pénzügyminiszter volt. 2001 és 2002 között a CAF (Corporación Andina de Fomento) igazgatójaként tevékenykedett.
1994. szeptemberétől kezdte vezetni a Good Government alapítványt, amely egy demilitarizált övezetet javasolt abból a célból, hogy béketárgyalásokat kezdhessenek a FARC gerillaszervezettel.
Santos megalapította pártját Partido Social de Unidad National (vagy röviden csak Partido de la U) néven, hogy minél jobban támogathassa Uribes kormányát. 2006-ban védelmi miniszternek tették meg. Hivatali ideje alatt többször is fellépett a FARC-kal szemben: légvédelmi támadást indított Ecuador területére, ahol több más emberrel együtt életét vesztette Raúl Reyes, a FARC egy fontos szóvivője. Santos nevéhez fűződik a túszként tartott politikus, Fernando Araújo Perdomo kiszabadítása. Továbbá az ő irányítása alatt szabadult ki erőszakmentesen további 14 túsz, köztük Íngrid Betancourt szenátornő, elnökjelölt.
A légvédelmi csapás azonban feszültséget váltott ki Venezuela és Ecuador javáról. Több ártatlan ember halt meg, Ecuador belbiztonsága veszélyeztetettségnek volt kitéve. További nemzetközi felháborodást váltott ki az úgynevezett Falsos Positivos eset. Minden gerilla-harcos fejére 1300 € értékű vérdíjat tűztek ki, mindegy volt, hogy élve vagy holtan adják át. Ez ahhoz vezetett, hogy 3000 ártatlan embert öltek meg, és gerillaharcosnak állítottak be.
2009-ben Santos lemondott védelmi miniszteri tisztségéről, és indult az elnökválasztáson, amelyet megnyert 69%-os szavazati aránnyal. 2014-ben ismét ő nyerte a választást 50,9%-kal Óscar Iván Zuluagával szemben.

### Elnöksége
Annak ellenére, hogy védelmi miniszterként, később elnökjelöltként is keményvonalas politikusnak tartották, hivatalba lépésének kezdetén mérsékeltebb intézkedéseket tett a szomszédos országok irányába, mint elődje. Ecuadorral azonnal újralétesítette a diplomáciai kapcsolatokat, miután még 2008-ban Santos védelmi miniszterként légvédelmi támadást irányított egy ott állomásozó FARC-táborra.
Venezuela és Kolumbia között is elsimította a feszültséget. Az államfő, Hugo Chávez, majd utódja, Nicolás Maduro is jó viszonyt ápolt Santosszal.
2016. szeptember 26-án Santos és Timoleón Jiménez a FARC oldaláról aláírt Cartagenában egy fegyverletételi egyezményt. Október 2-án a népszavazás eredménye végül hajszálnyi többséggel (50,2%) az lett, hogy a kolumbiaiak ellenzik a békeszerződést, ezzel keserű vereséget mértek az elnökre. Október 7-én Santost Nobel-békedíjjal jutalmazták.

## Fordítás
- Ez a szócikk részben vagy egészben  a   Juan Manuel Santos című német Wikipédia-szócikk ezen változatának fordításán alapul.  Az eredeti cikk szerkesztőit annak laptörténete sorolja fel. Ez a jelzés csupán a megfogalmazás eredetét és a szerzői jogokat jelzi, nem szolgál a cikkben szereplő információk forrásmegjelöléseként.